# Edwardsia neozelanica
Edwardsia neozelanica is een zeeanemonensoort uit de familie Edwardsiidae. Edwardsia neozelanica werd in 1898 voor het eerst wetenschappelijk beschreven door Farquhar. Deze kleine zeeanemoon uit Nieuw-Zeeland graaft zich in zachte modder of zand in. Wanneer bedekt met water spreidt het zijn tentakels uit om zich te voeden met kleine deeltjes detritus.

## Beschrijving
Deze kleine anemoon heeft een diameter van slechts 5 millimeter en een lengte van 30-50 millimeter. Zijn lange wormachtige lichaam is verdeeld in drie delen: physa, scapus en capitulum. De physa is een bolvormig blaasachtig orgaan bedekt met kleine zuignapjes, dat wordt gebruikt bij het graven. Het scapus of de lichaamskolom is gerimpeld en bedekt met een ruwe cuticula die bruin, grijs of oranje van kleur kan zijn, met een smalle nek aan de bovenkant die deze verbindt met het capitulum of het orale uiteinde.
E. neozelanica heeft op het hoofdeinde zestien of meer transparante tentakels, meestal in twee kransen van acht, die rozewit tot bleekgeel of bruin van kleur zijn. Elke tentakel in de buitenste krans komt overeen met een van de acht bruine lijnen die op het schouderblad ontstaan als dubbele witte lijnen in de lengterichting.

## Verspreiding en leefgebied
E. neozelanica wordt gevonden in Nieuw-Zeeland, in intergetijdengebieden zoals havenmonden of rotspoelen waar slib en modder zich ophopen. Omdat E. neozelanica klein is en qua kleur sterk lijkt op het substraat waarin het leeft, is het een soort die het vaakst wordt aangetroffen wanneer zand of modder door een fijne zeef wordt gehaald.

## Gedrag en voeding
Deze wormachtige zeeanemoon duwt zijn lichaam in zachte modder of zand voordat hij zichzelf op zijn plaats verankert door zijn lichaamskolom lichtjes op te zwellen. Alleen de mondschijf en tentakels zijn zichtbaar boven het slib. Het voedt zich met organisch afval en breidt zijn fijne tentakels uit over het oppervlak van het sediment.